# Schisandra micrantha
Schisandra micrantha är en tvåhjärtbladig växtart som beskrevs av Albert Charles Smith. Schisandra micrantha ingår i släktet Schisandra och familjen Schisandraceae. Inga underarter finns listade.